# المطية (الرس)
المطية  مركز تابع لمحافظة الرس في منطقة القصيم بالسعودية.

## الموقع الجغرافي
تبعد عن محافظة الرس مسافة 7 كيلومتر، ويحدها من الغرب الرسيس ومن الشرق محافظة الرس ومن الشمال الشنانة ومن الجنوب قرية عشيرة التي أسسها الشيخ عواض بن نما النصافي.